# Emanuel Willius
Emanuel Willius, ab 1702 Edler von Willisen zu Gräfenroda, (* um 1650; † 4. September oder 19. September 1728 in Regensburg) war ein deutscher Diplomat und Gesandter am Reichstag in Regensburg. Dort führte er im Reichsfürstenrat die Voten von Sachsen-Zeitz und der ernestinischen Linien Sachsen-Eisenach, Sachsen-Weimar und Sachsen-Hildburghausen. In bürgerliche Verhältnisse geboren, wurde er später geadelt und stieg nach langjähriger diplomatischer Tätigkeit zum Geheimen Rat am Hof von Sachsen-Zeitz auf.

## Leben
Emanuel wurde im Elsass als Sohn des gräflich rappoltsteinischen Leib- und Hofmedikus Johann Valentin Willius († 1659) geboren. Seine Mutter Anna Maria (1628–1705), geborene Röttler, heiratete 1662 in zweiter Ehe Anton Schott, der die Stadt Colmar ab 1667 am Regensburger Reichstag vertrat. Gefördert durch den Stiefvater Schott, der selbst kursächsischer Geheimer Rat wurde, begann Willius 1683 seine Karriere als Legationssekretär Kursachsens in den Niederlanden. Im Jahr 1685 wurde er sächsischer Resident am Wiener Kaiserhof. In dieser Funktion verhandelte er 1692 über die Freilassung des Feldmarschalls Hans Adam von Schöning, der wegen angeblicher Verbindung mit dem Kriegsgegner Frankreich in Teplitz verhaftet worden war. Willius wurde zwei Jahre später wegen unbegründeter Verdächtigungen ebenfalls verhaftet und auf die Festung Sonnenstein gebracht. Der neue sächsische Kurfürst August der Starke ließ ihn nach kurzer Zeit frei und sandte ihn 1696 erneut als Legationssekretär in die Niederlande.
Anschließend trat Willius in den Dienst des Herzogs von Sachsen-Zeitz. Ihn vertrat er am Reichstag in Regensburg mit der Stimme der ehemaligen Grafschaft Henneberg im Reichsfürstenrat, die sich die albertinische Nebenlinie Sachsen-Zeitz mit mehreren ernestinischen Linien teilte. Im Jahr 1702 wurde Willius in den Adelsstand erhoben und zum Reichshofrat ernannt. Seit 1709 vertrat er auch Sachsen-Weimar und Sachsen-Eisenach im Reichsfürstenrat, im Jahr 1711 übernahm er zudem die Stimme von Sachsen-Hildburghausen. Nach seinem Tod wurde er neben seinem Stiefvater auf dem protestantischen Gesandtenfriedhof in Regensburg bestattet.